# آندری شومیلین
آندری شومیلین (به روسی: Андрей Шумилин) (زادهٔ ۹ مارس ۱۹۷۰ – درگذشتهٔ ۸ ژوئن ۲۰۲۲) کشتی‌گیر اهل روسیه بود. او در دستهٔ فوق سنگین‌وزن کشتی آزاد رقابت می‌کرد که برندهٔ یک مدال نقره (۱۹۹۹) و دو برنز (۱۹۹۳، ۱۹۹۸) از مسابقات قهرمانی کشتی جهان و نیز یک مدال طلا (۱۹۹۹) و دو برنز (۱۹۹۰، ۱۹۹۴) از مسابقات قهرمانی کشتی اروپا شد. شومیلین ملی‌پوش تیم ملی روسیه در بازی‌های المپیک ۱۹۹۶ آتلانتا بود که به مقام چهارم رسید.